# Захарян, Вагинак Семёнович
Вагинак Симонович (Семёнович) Закарян (Захарян; 20 июня 1920 — 16 января 1945) — участник Великой Отечественной войны, советский офицер, Герой Советского Союза, гвардии старший лейтенант, командир танкового взвода 13-й гвардейской Тарнопольско-Шепетовской Краснознамённой танковой бригады 4-го гвардейского танкового корпуса 5-й гвардейской армия 1-го Украинского фронта.

## Биография
Родился в 1920 году в семье армянского рабочего в селе Карабулак (ныне в Гёйгёльском районе Азербайджана). После окончания в 1939 году в Кировабаде (ныне Гянджа) средней школы призван в армию, в 1943 году окончил танковое училище. В сентябре того же года участвовал в освобождении Украины, проявил отвагу в боях за города Шепетовка, Тернополь. В 1944 году принят в члены ВКП(б).
В битвах с немецкими войсками особо отличился при освобождении Польши. Так, 16 января 1945 года, находясь в разведке, на танке ворвался в село Ивановице (севернее города Краков, Польша), раздавил гусеницами 2 орудия и ещё 2 поразил артиллерийским огнём. Несмотря на численный перевес противника, решительно вёл бой с врагом и уничтожил ещё 3 самоходные артиллерийские установки и десятки гитлеровцев. Погиб в бою.
Указом Президиума Верховного Совета СССР от 27 июня 1945 года «за образцовое выполнение заданий командования и проявленные мужество и героизм в боях с немецко-фашистскими захватчиками» гвардии старшему лейтенанту Захаряну Вагинаку Семеновичу присвоено звание Героя Советского Союза посмертно.

## Награды
- Медаль «Золотая Звезда»;
- орден Ленина;
- Орден Красного Знамени;
- орден Отечественной войны I степени;
- орден Красной Звезды;
- медали.

## Из наградного листа
Командир взвода танков Т-34 гвардии старший лейтенант Захарян В. С., участвуя в боях против немецких захватчиков, проявил исключительный героизм, стойкость и мужество.
Действуя во главе разведки на с. Ивановицы, его танк ворвался в село, где находился основной сильно укреплённый узел сопротивления противника. Ошеломив противника внезапностью, тов. Захарян своим танком раздавил два орудия ПТО с расчётом, меткими выстрелами уничтожил две пушки.

Противник спешно подбросил в Ивановицы три самоходных орудия. Тов. Захарян вступил с ними в неравный бой, умело маневрируя, сжёг один за другим все три самоходные орудия, давя гусеницами своего танка, расстреливая из пушки и пулемёта гитлеровскую пехоту. Тов. Захарян оставил на поле боя только убитыми 170 солдат и офицеров противника, занял село, выполнил боевую задачу. Будучи тяжело раненым, продолжал отбивать контратаку противника, удержал село да прихода наших основных сил, тем самым выполнил общую боевую задачу. В последний момент вражеская пуля оборвала жизнь героя.

## Память
В честь Героя на родине была установлена мемориальная доска.